# Calugi (distrito de Itapipoca)
Calugi é um distrito do município de Itapipoca, no estado do Ceará. Foi criado em 2001, a partir de desmembramentos do distrito sede e de Cruxati.